# Gérard Lenne
Pour les articles homonymes, voir Lenne.
Gérard Lenne, né le 21 février 1946 à Saint-Omer, est un journaliste, critique de cinéma et écrivain français.

## Biographie
Gérard Lenne est titulaire d'une maîtrise de lettres. Il avait préparé le concours de l’Idhec en 1966 au lycée Voltaire dans la classe d’Henri Agel. Collaborateur de plusieurs journaux et revues, il se spécialise dans l'érotisme et le fantastique au cinéma. Il participe à des émissions radiophoniques et publie de nombreux ouvrages.
Gérard Lenne a présidé le Syndicat français de la critique de cinéma (SFCC) de 2001 à 2007 et a fondé avec Jean-Claude Romer, en 1985, le Prix Très Spécial. Il a été également membre du comité de sélection du Festival du film fantastique d'Avoriaz.
Dans son livre Le Cinéma « fantastique » et ses mythologies (1895-1970), il remercie son professeur Henri Agel : « C'est lui qui m'avait proposé le fantastique comme sujet d'exposé, dans la classe de préparation à l'IDHEC au lycée Voltaire. »

## Critique
Comme critique cinéma, Gérard Lenne a collaboré régulièrement aux publications suivantes :
- Téléciné (1969-1972)
- Midi minuit fantastique (1970-1971)
- Télérama (1971-1973)
- Télé 7 jours (1971-2005)
- Écran (1974-1979)
- La Revue du cinéma (1979-1993)
- Les Fiches du cinéma
- Politique Hebdo (1972-1973)
- Pilote (1973-1976)
- Les Nouvelles littéraires

Il a collaboré plus sporadiquement à :
- Horizons du fantastique
- L'Écran fantastique
- Spotlight
- Lui
- Playboy
- Rectangle (Genève)

Il a également été critique musical (rock et chanson française) à :
- Télé 7 jours (1973-1987)

Et critique de BD à :
- Télé 7 jours (1981-1987)
- Les Nouvelles littéraires
- L'Événement du jeudi

## Radio
Gérard Lenne a collaboré à l'émission Culture-club (France Inter). Il participe à la rédaction du site Sexologie-magazine. Il collabore aussi à l'émission Contre-bandes sur Radio-Libertaire.

## Ouvrages
- Le Cinéma « fantastique » et ses mythologies (éditions du Cerf, 1970) [Traduction espagnole (Anagrama, Barcelone, 1974). Traduction  portugaise (Arvore, Porto, 1985). Traduction coréenne, 2000.]
- La Mort du cinéma - Film/révolution (éditions du Cerf, 1971) [Traduction espagnole (Anagrama, Barcelone, 1974)]
- La Mort à voir (Éditions du Cerf, 1977)
- Le Sexe à l'écran  (Veyrier, 1978) [Traduction allemande (Wilhelm  Heyne, Munich, 1981). Édition  complétée (Veyrier, 1981). Traduction américaine (St-Martin Press, New York, 1985)]
- Jane Birkin (Veyrier, 1985)
- Le Cinéma « fantastique » et ses mythologies, édition définitive (Veyrier, 1985)
- Blake, Jacobs et Mortimer (Librairie Séguier-Archimbaud, 1988)
- Le Sexe à l'écran dans les années 80 (Veyrier, 1989)
- Je me souviens du cinéma  (Ed. du Griot, 1989)
- Cela s'appelle l'horror  (Librairie Séguier-Archimbaud, 1990)
- L'Affaire Jacobs (Megawave, Saint-Germain-en-Laye, 1990). [Traduction néerlandaise (Oranje, 1991)]
- Histoires du cinéma fantastique  (Seghers, 1990)
- Jane Birkin - La ballade de Jane B.  (éd. Hors-collection, 1996)
- Erotisme et cinéma   (La Musardine, 1998)
- Bourvil, c'était bien  (Albin Michel, 2000)
- Brassens, le vieil Indien  (Albin Michel, 2001)
- Le Signe du serpent (ill. par Olivier Vatine) (Degliame, 2002)
- De la fellation comme idéal dans le rapport amoureux (La Musardine, 2003) [nouvelle édition, augmentée d'une préface (La Musardine, 2007)]
- Érotisme et cinéma (Nouvelle édition) (La Musardine, 2009)
- Et mes seins, tu les aimes ? / 50 fantasmes cinématographiques (La Musardine, 2013)

## Collectifs
- Tchang - Au pays du Lotus bleu (Librairie Séguier-Archimbaud, 1990)
- 250 cinéastes européens d'aujourd'hui (Europictures, 1994)
- Les 70's - The book (éditions Vade Retro, 1994)
- L'Année du cinéma  (Calmann-Lévy, 2000, 2001, 2002, 2003, 2004, 2005)
- Anthologie de l'humour français (Hors Collection, 2002)
- Le Cinéma X (La Musardine, 2003)
- Dictionnaire du cinéma populaire français (Le Nouveau Monde, 2004)

## Médias
- Article Agnès Giard sur son blog Libération[7].

Lors de la sortie de son livre Le Cinéma « fantastique » et ses mythologies.
- « L'ouvrage de Gérard Lenne contient sans doute quelques-unes des pages les plus pertinentes jamais rédigées sur les grands mythes créés par le cinéma fantastique[8]. »
- « La méthode de l'auteur est singulièrement efficace dans sa cohérence et constante dans sa rigueur[9]. »
- « L'étude de Gérard Lenne révèle un souci intellectuel et pédagogique rare dans la littérature consacré au cinéma[10]. »
- « Le livre de Gérard Lenne, précis et condensé, dit certainement le maximum de choses en un minimum de pages[11]. »